# Lista över kulturmärkta bruksfartyg i Sverige

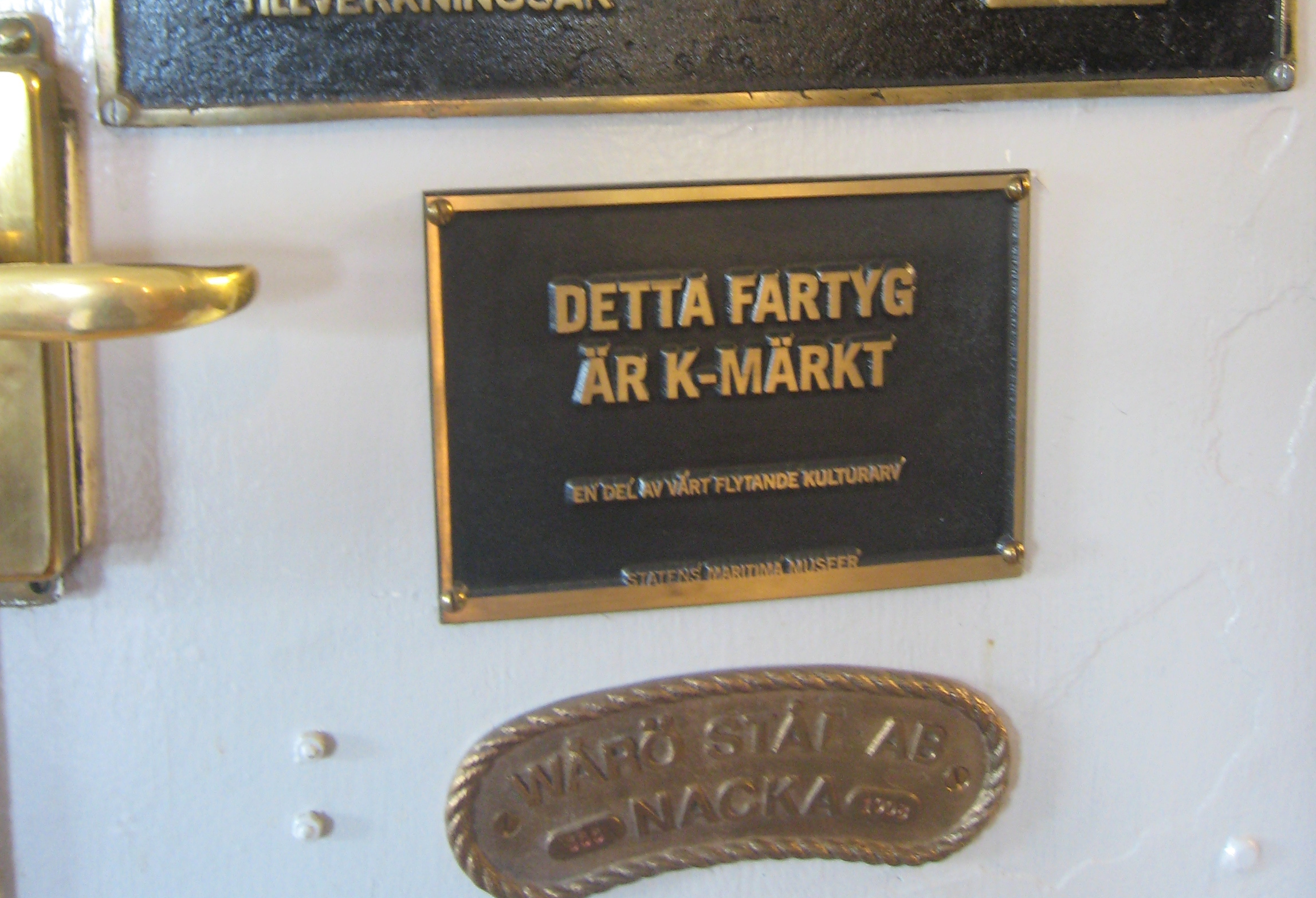
Skylt på S/S Storskär som visar att fartyget är k-märkt

Lista över kulturmärkta fartyg i Sverige är en lista över de bruksfartyg som har kulturmärkts av Statens Maritima Museer sedan 2001.

## Aktuella kulturmärkta fartyg
| Namn                      | Signal        | Ursprunglig funktion              | Byggår | Varv                                                     | Hemmahamn                  | Material                                           | Wikidata                                        | Bild                                                                    |
| ------------------------- | ------------- | --------------------------------- | ------ | -------------------------------------------------------- | -------------------------- | -------------------------------------------------- | ----------------------------------------------- | ----------------------------------------------------------------------- |
| Agnes                     | SHOK          | Frakt                             | 1914   |                                                          | Stockholm                  | Ek och furu                                        | Agnes (Q111827581)                              | Ladda upp en bild av detta fartyg                                       |
| Alma af Stafre            | SFC 2879      | Ångfartyg                         | 1873   | W. Lindbergs Varvs- och Verkstads AB Stockholm           | Stavre                     | Stål                                               | S/S Alma af Stafre (Q10659226)                  | Se fler bilder av detta fartyg · Ladda upp en till bild av detta fartyg |
| Amalia                    | SEIF          | Segelfartyg, galeas               | 1899   | Vikens varv Viken                                        | Nynäshamn                  | Ek                                                 | Amalia (Q19891214)                              | Ladda upp en bild av detta fartyg                                       |
| Amber                     | SJTD          | Segelfartyg, galeas               | 1911   | Vikens varv Viken                                        | Beckholmen, Stockholm      | Ek och furu                                        | Amber (Q112322939)                              | Ladda upp en bild av detta fartyg                                       |
| Angantyr                  | SDCI          | Passagerarfartyg                  | 1909   | Motala verkstad Motala                                   | Stockholm                  | Stål                                               | M/S Angantyr (Q10573040)                        | Se fler bilder av detta fartyg · Ladda upp en till bild av detta fartyg |
| Asta av Smögen            | SHJO          | Fiskefartyg                       | 1916   | Ringens varv Marstrand                                   | Smögen                     | Ek och furu                                        | Asta av Smögen (Q19896387)                      | Se fler bilder av detta fartyg · Ladda upp en till bild av detta fartyg |
| Baltic star               | SIAU          | Passagerarfartyg                  | 1953   | Finnboda Varv Nacka kommun                               | Sundsvall                  | Stål                                               | M/S Birger Jarl (Q4357423)                      | Se fler bilder av detta fartyg · Ladda upp en till bild av detta fartyg |
| Bellman                   | SFDR          | Passagerarfartyg                  | 1938   | Flottsund Uppsala                                        | Stockholm                  | Mahogny                                            | MS Bellman (Q65194560)                          | Ladda upp en till bild av detta fartyg                                  |
| Belone                    | SKGU          | Fiskefartyg, forskningsfartyg     | 1943   | Hälleviksstrands Varv & Slip Hälleviksstrand             | Fiskebäckskil              | Ek på ekspant                                      | Belone (Q20353594)                              | Ladda upp en bild av detta fartyg                                       |
| Björkfjärden              | SGEO          | Passagerarångfartyg               | 1925   | Eriksbergs Mekaniska Verkstad Göteborg                   | Stockholm                  | Stål                                               | S/S Björkfjärden (Q10659334)                    | Se fler bilder av detta fartyg · Ladda upp en till bild av detta fartyg |
| Björnen                   | SGHD          | Bogserbåt                         | 1953   | Kockums Malmö                                            | Stockholm                  | Stål                                               | Bogserbåten Björnen (Q10432099)                 | Se fler bilder av detta fartyg · Ladda upp en till bild av detta fartyg |
| Blidösund                 | SDKG          | Passagerarångfartyg               | 1911   | Eriksbergs Mekaniska Verkstad Göteborg                   | Stockholm                  | Stål                                               | S/S Blidösund (Q10659232)                       | Se fler bilder av detta fartyg · Ladda upp en till bild av detta fartyg |
| Bohuslän                  | SDKM          | Passagerarångfartyg               | 1914   | Eriksbergs Mekaniska Verkstad Göteborg                   | Göteborg                   | Stål                                               | S/S Bohuslän (Q10659234)                        | Se fler bilder av detta fartyg · Ladda upp en till bild av detta fartyg |
| Bore                      | SENI          | Passagerarfartyg                  | 1903   | Motala verkstad Motala                                   | Stockholm                  | Stål                                               | M/S Bore (1903) (Q20204260)                     | Ladda upp en bild av detta fartyg                                       |
| Borgvik                   | SGFU          | Motorfartyg                       | 1875   | Eriksbergs Mekaniska Verkstad Göteborg                   | Edane                      | Järn/stål                                          | Borgvik (Q113659758)                            | Ladda upp en till bild av detta fartyg                                  |
| Boxholm II                | SGKR          | Passagerarfartyg                  | 1904   | Ljunggrens Verkstads AB Kristianstad                     | Tranås                     | Stål                                               | S/S Boxholm II (Q10659237)                      | Ladda upp en till bild av detta fartyg                                  |
| Bris Femöre af Wenersborg | SELJ          | Segelfartyg, galeas               | 1910   | C.O. Christanssons Varv Strömstad                        | Oxelösund                  | Ek och furu på kravell                             | Bris af Femöre (Q19977548)                      | Se fler bilder av detta fartyg · Ladda upp en till bild av detta fartyg |
| Capella                   | SBNV          | Torrlastfartyg                    | 1929   | Kalmar varv Kalmar                                       | Stockholm                  | Stål                                               | M/S Capella (Q19896422)                         | Se fler bilder av detta fartyg · Ladda upp en till bild av detta fartyg |
| Constantia                | SJOE          | Segelfartyg, tvåmastad skonare    | 1908   | Niels Hansens Værft Marstal, Danmark                     | Solna                      | Ek och bok                                         | Skonerten Constantia (Q10670496)                | Se fler bilder av detta fartyg · Ladda upp en till bild av detta fartyg |
| Dellen                    | Saknar signal | Passagerarfartyg                  | 1861   | W. Lindbergs Varvs- och Verkstads AB Stockholm           | Moviken                    | Stål                                               | M/S Dellen (Q18202382)                          | Se fler bilder av detta fartyg · Ladda upp en till bild av detta fartyg |
| Deodar                    | SDUW          | Segelfartyg, ketch                | 1911   | Robert Jackman's Shipyard Brixham, Storbritannien        | Stockholm                  | Ek                                                 | S/Y Deodar (Q10659364)                          | Se fler bilder av detta fartyg · Ladda upp en till bild av detta fartyg |
| Diana                     | SDRU          | Passagerarfartyg.                 | 1931   | Finnboda varv Nacka kommun                               | Göteborg                   | Stål                                               | M/S Diana (Q1163361)                            | Se fler bilder av detta fartyg · Ladda upp en till bild av detta fartyg |
| Taxibåten Diana           | SFB 5549      | Passagerarfartyg                  | 1964   | Fisksätra varv Nacka kommun                              | Stockholm                  | Plast                                              | Taxibåten Diana (Q108638098)                    | Ladda upp en till bild av detta fartyg                                  |
| Djurgården 3              | SDTK          | Ångfärja                          | 1897   | Brodins varv Gävle                                       | Stockholm                  | Stål                                               | Djurgården 3 (Q10474880)                        | Se fler bilder av detta fartyg · Ladda upp en till bild av detta fartyg |
| Domnarfvet                | SKYT          | Varpbåt och bogserbåt             | 1863   | Södra varvet Stockholm                                   | Borlänge                   | Stål                                               | S/S Domnarfvet (Q10659247)                      | Se fler bilder av detta fartyg · Ladda upp en till bild av detta fartyg |
| Drottningholm             | SHCO          | Passagerarångfartyg               | 1909   | Motala Verkstad Motala                                   | Stockholm                  | Stål                                               | S/S Drottningholm (Q10659251)                   | Se fler bilder av detta fartyg · Ladda upp en till bild av detta fartyg |
| Dynäs II                  | SIDR          | Bogserbåt                         | 1910   | Hernösands Verkstads & Varfs AB Härnösand                | Svanö                      | Stål                                               | Dynäs II (Q10478157)                            | Se fler bilder av detta fartyg · Ladda upp en till bild av detta fartyg |
| Edit                      | SHGL          | Fiskebåt                          | 1932   | Joggesö Karlshamn                                        | Vägga Fiskehamn, Karlshamn | Ek och fur                                         | Edit (Q113659791)                               | Ladda upp en bild av detta fartyg                                       |
| Ejdern                    | SDVM          | Passagerarångfartyg               | 1880   | Göteborgs Mekaniska Verkstad Göteborg                    | Södertälje                 | Stål                                               | S/S Ejdern (Q10659252)                          | Se fler bilder av detta fartyg · Ladda upp en till bild av detta fartyg |
| Ekefjord                  | SKAD          | Fiskefartyg                       | 1961   | Rönnängs varv Rönnäng                                    | Rönnäng                    | Ek på ekspant                                      | Ekefjord (Q49096002)                            | Ladda upp en till bild av detta fartyg                                  |
| Elba                      | SDVU          | Passagerarfartyg                  | 1897   | Brodins varv Gävle                                       | Västerås                   | Järn                                               | M/S Elba (Q31887387)                            | Se fler bilder av detta fartyg · Ladda upp en till bild av detta fartyg |
| Elfkungen                 | SGLO          | Passagerarfartyg                  | 1875   | Bergsunds varv Stockholm                                 | Trollhättan                | Stål                                               | M/S Elfkungen (Q17374114)                       | Se fler bilder av detta fartyg · Ladda upp en till bild av detta fartyg |
| Ellen                     | SIDM          | Segelfartyg, tvåmastad skonare    | 1898   | C. Bom Thurö, Danmark                                    | Stockholm                  | Ek                                                 | S/Y Ellen (Q3459105)                            | Se fler bilder av detta fartyg · Ladda upp en till bild av detta fartyg |
| Emma                      | SHTR          | Segelfartyg, galeas               | 1900   | Landskrona Nya Warf AB Landskrona                        | Stockholm                  | Furu på ek                                         | Emma (segelfartyg) (Q20536633)                  | Ladda upp en bild av detta fartyg                                       |
| Engelbrekt                | SEVZ          | Passagerarångfartyg               | 1866   | Lindholmens varv Göteborg                                | Leksand                    | Stål                                               | S/S Engelbrekt (Q10659253)                      | Se fler bilder av detta fartyg · Ladda upp en till bild av detta fartyg |
| Enköping                  | SEKG          | Motorfartyg                       | 1868   | Oskarshamns varv Oskarshamn                              | Stockholm                  | Stål                                               | M/S Enköping (Q10573060)                        | Se fler bilder av detta fartyg · Ladda upp en till bild av detta fartyg |
| Esab IV                   | SKAQ          | Verkstadsbåt och bogserbåt        | 1920   | ESAB Göteborg                                            | Göteborg                   | Stål                                               | ESAB IV (Q18289351)                             | Se fler bilder av detta fartyg · Ladda upp en till bild av detta fartyg |
| Flora                     | SIVC          | Passagerarfartyg                  | 1897   | Kristinehamns Mekaniska Werkstad Kristinehamn            | Nynäshamn                  | Stål                                               | M/S Flora (Q19979530)                           | Se fler bilder av detta fartyg · Ladda upp en till bild av detta fartyg |
| Flottisten                | SIYR          | Varpbåt och bogserbåt             | 1890   | Hernösands Verkstads & Varfs AB Härnösand                | Rättvik                    | Stål                                               | S/S Flottisten (Q10659260)                      | Se fler bilder av detta fartyg · Ladda upp en till bild av detta fartyg |
| Freja af Fryken           | SHJI          | Passagerarfartyg                  | 1869   | Motala Verkstad Motala                                   | Fryksta                    | Stål                                               | S/S Freja af Fryken (Q10659263)                 | Ladda upp en till bild av detta fartyg                                  |
| Fritz                     | SGPW          | Bogserbåt                         | 1908   | Lundby mekaniska verkstad Göteborg                       | Stockholm                  | Stål                                               | Fritz (Q19896479)                               | Ladda upp en till bild av detta fartyg                                  |
| Fryken                    | SDIE          | Lastfartyg                        | 1938   | Aalborg Værft Ålborg, Danmark                            | Göteborg                   | Stål                                               | M/S Fryken (Q19896507)                          | Se fler bilder av detta fartyg · Ladda upp en till bild av detta fartyg |
| Färjan 4                  | SEID          | Ångfärja                          | 1920   | Motala Verkstad Motala                                   | Göteborg                   | Stål                                               | Färjan 4 (Q10500846)                            | Se fler bilder av detta fartyg · Ladda upp en till bild av detta fartyg |
| Gerda                     | SFC 4960      | Ångslup för passagerartrafik      | 1865   | Lindholmens varv Göteborg                                | Eskilstuna                 | Stål                                               | S/S Gerda (Q10659265)                           | Se fler bilder av detta fartyg · Ladda upp en till bild av detta fartyg |
| Gerdt                     | SFC 5110      | Varpbåt och bogserbåt             | 1904   | Hernösands Verkstads & Varfs AB Härnösand                | Leksand                    | Stål                                               | Gerdt (Q19945602)                               | Se fler bilder av detta fartyg · Ladda upp en till bild av detta fartyg |
| Gratitude                 | SDIG          | Segelfartyg, ketch                | 1903.  | Kitto & Son Portleven, Storbritannien                    | Göteborg                   | Ek                                                 | Gratitude (Q10508448)                           | Se fler bilder av detta fartyg · Ladda upp en till bild av detta fartyg |
| Gunhild af Lidingö        | SIPM          | Segelfartyg                       | 1905   | Sjötorps varv Sjötorp                                    | Stockholm                  | Ek och furu på kravell                             | Gunhild af Lidingö (Q20602725)                  | Ladda upp en bild av detta fartyg                                       |
| Gustaf Wasa               | SENR          | Passagerarfartyg                  | 1876   | Stockholm, Stora Varvet Stockholm                        | Leksand                    | Stål                                               | M/S Gustaf Wasa (Q10573081)                     | Se fler bilder av detta fartyg · Ladda upp en till bild av detta fartyg |
| Hamnfärjan II             | SFB-7121      | Färja                             | 1948   | Gösta Johanssons varv Kungsviken, Marstrand              | Marstrand                  | Ek                                                 | Hamnfärjan II (Q19942400)                       | Se fler bilder av detta fartyg · Ladda upp en till bild av detta fartyg |
| Harge                     | SLU 77        | Bogserbåt                         | 1907   | C J Wennbergs Mekaniska Verkstad Karlstad                | Karlstad                   | Stål                                               | S/S Harge (Q10659271)                           | Ladda upp en bild av detta fartyg                                       |
| Harry                     | SGVU          | Bogserbåt                         | 1887   | AB Atlas Gävle                                           | Lysekil                    | Stål                                               | Bogserbåten Harry (Q19899610)                   | Se fler bilder av detta fartyg · Ladda upp en till bild av detta fartyg |
| Hebe                      | SFB 7528      | Bogserbåt                         | 1876   | W. Lindbergs Varvs- och Verkstads AB Stockholm           | Stockholm                  | Stål                                               | Bogserbåten Hebe (Q19966726)                    | Se fler bilder av detta fartyg · Ladda upp en till bild av detta fartyg |
| Heimdal                   | SGRD          | Lotsbåt                           | 1932   | Ringens varv, Marstrand                                  | Smögen                     | Ek och teak                                        | Heimdal (lotsbåt) (Q20155852)                   | Ladda upp en bild av detta fartyg                                       |
| Helene                    | SITM          | Segelfartyg, galeas.              | 1916   | Ystads Skeppsvarv Ystad                                  | Ystad                      | Ek och furu på kravell                             | Galeasen Helene (Q19899658)                     | Se fler bilder av detta fartyg · Ladda upp en till bild av detta fartyg |
| Helmi                     | SLJV          | Segelfartyg, sandkil, jaktrigg    | 1880   | Erik Andersson Svartlöga                                 | Blidö                      | Trä                                                | Helmi (Q20488301)                               | Se fler bilder av detta fartyg · Ladda upp en till bild av detta fartyg |
| Herbert                   | SFC 2748      | Bogserbåt                         | 1905   | Eriksbergs Mekaniska Verkstad Göteborg                   | Alingsås                   | Stål                                               | S/S Herbert (Q10659274)                         | Se fler bilder av detta fartyg · Ladda upp en till bild av detta fartyg |
| Herkules                  | SLHO          | Bogserbåt                         | 1939   | Öresundsvarvet Landskrona                                | Göteborg                   | Stål                                               | Bogserbåten Herkules (Q19979531)                | Se fler bilder av detta fartyg · Ladda upp en till bild av detta fartyg |
| Hulda                     | SIVW          | Segelfartyg, tvåmastad skonare    | 1905   | Sjötorps varv Sjötorp                                    | Drottningholm              | Ek och furu på kravell                             | Hulda (Q20603190)                               | Ladda upp en bild av detta fartyg                                       |
| Ilse                      | TJB 532       | Tjänstebåt, gaffelriggad koster   | 1908   | Jesper Andersson & H Hanssons varv Göteborg              | Fjällbacka                 | Ek                                                 | Ilse (fartyg) (Q20630360)                       | Ladda upp en bild av detta fartyg                                       |
| Ingo                      | SIXW          | Segelfartyg, tremastad skonare    | 1922   | Sjötorps varv Sjötorp                                    | Göteborg                   | Ek och furu                                        | Skonaren Ingo (Q10670493)                       | Se fler bilder av detta fartyg · Ladda upp en till bild av detta fartyg |
| Isbrytaren Bore           | SELA          | Isbrytare                         | 1894   | Kockums Malmö                                            | Malmö                      | Stål                                               | Bore (Q10433049)                                | Se fler bilder av detta fartyg · Ladda upp en till bild av detta fartyg |
| Isolda                    | SMBE          | Segelfartyg, tremastad skonare    | 1902   | Lödöse varv Lilla Edet                                   | Göteborg                   | Stål                                               | S/V Isolda (Q20524319)                          | Se fler bilder av detta fartyg · Ladda upp en till bild av detta fartyg |
| John Jennings             | SHMA          | Bogserbåt                         | 1920   | C J Wennbergs Mekaniska Verkstad Karlstad                | Kalmar                     | Stål                                               | John Jennings (Q20630720)                       | Se fler bilder av detta fartyg · Ladda upp en till bild av detta fartyg |
| Juno                      | SFCD          | Passagerarfartyg                  | 1874   | Motala Verkstad Motala                                   | Göteborg                   | Stål                                               | M/S Juno (Q1142676)                             | Se fler bilder av detta fartyg · Ladda upp en till bild av detta fartyg |
| Justus                    | SEVI          | Segelfartyg, sjöräddningskryssare | 1920   | Fridhems varv Lysekil                                    | Visby                      | Ek                                                 | Räddningskryssaren Justus A. Waller (Q27468263) | Ladda upp en bild av detta fartyg                                       |
| Jägaren                   | SBAQ          | Patrullbåt                        | 1972   | Bergens Mekaniske Verksteder Norge                       | Gålö, Stockholm            | Stål & plastlaminat (bl a däckshus)                | HMS Jägaren (V150) (Q10513270)                  | Ladda upp en till bild av detta fartyg                                  |
| Kalmarsund                | SCAR          | Minutläggare                      | 1953   | Stockholms örlogsvarv Stockholm                          | Göteborg                   | Stål                                               | HMS Kalmarsund (13) (Q10513274)                 | Ladda upp en till bild av detta fartyg                                  |
| Kalmarsund VIII           | SMCN          | Bilfärja                          | 1963   | Kalmar varv Kalmar                                       | Färjestaden                | Stål                                               | Kalmarsund VIII (Q10542891)                     | Se fler bilder av detta fartyg · Ladda upp en till bild av detta fartyg |
| Klara Marie               | SDQV          | Segelfartyg, tvåmastad skonare    | 1884   | Rönne Bornholm                                           | Skillinge                  | Ek                                                 | Klara Marie (Q20483954)                         | Se fler bilder av detta fartyg · Ladda upp en till bild av detta fartyg |
| Korsön                    | SGAR          | Motorfartyg                       | 1939   | Landskrona                                               | Stockholm                  | Stål                                               | M/S Korsön (Q20519129)                          | Ladda upp en till bild av detta fartyg                                  |
| Kuriren                   | SJLT          | Bogserbåt                         | 1874   | Göteborgs Mekaniska Verkstad Göteborg                    | Smedjebacken               | Stål                                               | Ångfartyget Kuriren (Q10726557)                 | Se fler bilder av detta fartyg · Ladda upp en till bild av detta fartyg |
| Kvartsita                 | SLOY          | Segelfartyg, tvåmastad skonare    | 1945   | Holms varv Råå                                           | Grundsund                  | Ek och furu                                        | T/S Kvartsita (Q10689316)                       | Se fler bilder av detta fartyg · Ladda upp en till bild av detta fartyg |
| Laban                     | Saknar signal | Tjänstebåt                        | 1958   | Dockstavarvet Kramfors                                   | Lysekil                    | Trä, ek                                            | Laban (tjänstefartyg) (Q90530980)               | Ladda upp en bild av detta fartyg                                       |
| Libra af Stockholm        | SLJQ          | Motorseglare                      | 1934   | Karlstads varv Karlstad                                  | Stockholm                  | Stål                                               | Libra af Stockholm (Q113659888)                 | Ladda upp en bild av detta fartyg                                       |
| Linnéa                    | SJEO          | Segelfartyg, tvåmastad skonare    | 1915   | Sjötorps varv Sjötorp                                    | Gamleby                    | Ek och furu på kravell                             | Linnéa (fartyg) (Q20630310)                     | Ladda upp en bild av detta fartyg                                       |
| Lord Nelson               | SJEW          | Segelfartyg, ketch                | 1885   | Smith & Stephanson Grimsby, Storbritannien               | Strömstad                  | Ek                                                 | Lord Nelson (fartyg) (Q20630718)                | Ladda upp en bild av detta fartyg                                       |
| M20                       | SBZM          | Minsvepare                        | 1941   | Neglingevarvet Saltsjöbaden                              | Stockholm                  | Skrov av hondurasmahogny, däckshus av aluminium    | HMS M20 (Q10514997)                             | Se fler bilder av detta fartyg · Ladda upp en till bild av detta fartyg |
| M21-Saga                  | SBZO          | Minsvepare                        | 1941   | Norrköpings varv Norrköping                              | Stockholm                  | Mahogny på stålspant, ek i köl och akterstäv       | HMS M21 (Q10514998)                             | Ladda upp en bild av detta fartyg                                       |
| Malmö                     | SMYL          | Tjänstefartyg                     | 1943   | Helsingborgs varv Helsingborg                            | Stockholm                  | Stål                                               | M/S Malmö (Q10573108)                           | Se fler bilder av detta fartyg · Ladda upp en till bild av detta fartyg |
| Mariana                   | SFB 6783      | tidigare tullkryssare             | 1924   | Bröderna Larssons varv Kristinehamn                      | Årstaviken, Stockholm      | Mahogny                                            | M/Y Mariana (Q20155903)                         | Ladda upp en bild av detta fartyg                                       |
| Marianne                  | SFLK          | Passagerarfartyg                  | 1897   | Eriksbergs Mekaniska Verkstad Göteborg                   | Gullspång                  | Stål                                               | M/S Marianne (Q20155924)                        | Ladda upp en bild av detta fartyg                                       |
| Mariefred                 | SFLE          | Passagerarångfartyg               | 1903   | Södra Varvet Stockholm                                   | Stockholm                  | Stål                                               | S/S Mariefred (Q10659292)                       | Se fler bilder av detta fartyg · Ladda upp en till bild av detta fartyg |
| Marieholm                 | SCBG          | Passagerarfartyg                  | 1934   | Odense Staalskibsværft Odense, Danmark                   | Göteborg                   | Stål                                               | S/S Marieholm (Q10659293)                       | Se fler bilder av detta fartyg · Ladda upp en till bild av detta fartyg |
| Mina                      | SJIU          | Segelfartyg, galeas               | 1876   | Byggd på Fågelö gård Torsö                               | Lidköping                  | Ek och furu                                        | Mina (Q20486189)                                | Se fler bilder av detta fartyg · Ladda upp en till bild av detta fartyg |
| Motala Express            | SFOD          | Passagerarångfartyg               | 1895   | Jönköpings Mekaniska Verkstad Jönköping                  | Stockholm                  | Stål                                               | S/S Motala Express (Q10659304)                  | Se fler bilder av detta fartyg · Ladda upp en till bild av detta fartyg |
| Munter                    | SFC 9698      | Ångslup                           | 1879   | Lidköpings Mekaniska Verkstad Lidköping                  | Vrena                      | Stål                                               | Ångslupen Munter (Q10726572)                    | Se fler bilder av detta fartyg · Ladda upp en till bild av detta fartyg |
| Mälaren                   | SMNO          | Fiskefartyg                       | 1943   | Knippla skeppsvarv Källö-Knippla                         | Stockholm                  | Ek                                                 | Mälaren (Q20354317)                             | Se fler bilder av detta fartyg · Ladda upp en till bild av detta fartyg |
| Mälarö                    | SFB 5339      | Bogserbåt                         | 1922   | Thorskogs varv Lilla Edet                                | Stockholm                  | Stål                                               | M/S Mälarö (Q19969027)                          | Se fler bilder av detta fartyg · Ladda upp en till bild av detta fartyg |
| Nalle                     | SMUO          | Bogserbåt                         | 1923   | Oskarshamns mekaniska verkstad Oskarshamn                | Oskarshamn                 | Stål                                               | S/S Nalle (Q10659307)                           | Se fler bilder av detta fartyg · Ladda upp en till bild av detta fartyg |
| Nordvåg                   | SKRM          | Fiskefartyg                       | 1962   | Bröderna Olssons Båtvarv Skredsvik                       | Träslövsläge               | Ek och furu på kravell                             | Nordvåg (Q20354439)                             | Se fler bilder av detta fartyg · Ladda upp en till bild av detta fartyg |
| Norrskär                  | SGFD          | Passagerarångfartyg               | 1910   | Eriksbergs Mekaniska Verkstad Göteborg                   | Stockholm                  | Stål                                               | S/S Norrskär (Q10659318)                        | Se fler bilder av detta fartyg · Ladda upp en till bild av detta fartyg |
| Norrtelje                 | SFUD          | Passagerarångfartyg               | 1899   | Södra Varvet Stockholm                                   | Norrtälje                  | Stål                                               | S/S Norrtelje (Q10659320)                       | Se fler bilder av detta fartyg · Ladda upp en till bild av detta fartyg |
| Old Spero                 | SFIH          | Motorfartyg                       | 1949   | Rönnängsvarv Rönnäng                                     | Stockholm                  | Ek                                                 | Old Spero (Q113659909)                          | Ladda upp en bild av detta fartyg                                       |
| Olof Trätälja             | SFWE          | Lastmotorfartyg                   | 1879   | Thorskogs Mekaniska Verkstad Lilla Edet                  | Kalmar                     | Stål                                               | M/S Sydfart (Q20220010)                         | Se fler bilder av detta fartyg · Ladda upp en till bild av detta fartyg |
| Orion                     | SMYF          | Tjänstefartyg                     | 1929   | Helsingborgs Varv Helsingborg                            | Stockholm                  | Stål                                               | S/S Orion (Q7394166)                            | Se fler bilder av detta fartyg · Ladda upp en till bild av detta fartyg |
| Paddan 4                  | SFQD          | Sightseeingbåt                    | 1947   | Sjötorps varv Sjötorp                                    | Göteborg                   | ek, fur, lärk, stålspant                           | Paddan 4 (Q20304712)                            | Se fler bilder av detta fartyg · Ladda upp en till bild av detta fartyg |
| Pamela                    | SHGR          | Fiskefartyg, fraktfartyg          | 1916   | Bröderna Olssons Båtvarv Skredsvik                       | Ekenäs                     | Ek och furu                                        | Pamela (Q20475231)                              | Ladda upp en bild av detta fartyg                                       |
| Polstjärnan               | SMVR          | Tjänstefartyg                     | 1929   | Lindholmens varv Göteborg                                | Karlstad                   | Stål                                               | S/S Polstjärnan (Q10659329)                     | Se fler bilder av detta fartyg · Ladda upp en till bild av detta fartyg |
| Primus                    | SJKQ          | Bogserbåt                         | 1875   | W. Lindbergs Varvs- och Verkstads AB Stockholm           | Sundsvall                  | Stål                                               | S/S Primus (Q10659331)                          | Se fler bilder av detta fartyg · Ladda upp en till bild av detta fartyg |
| Rex                       | SJIH          | Bogserbåt                         | 1902   | Thorskogs Mekaniska Verkstad Lilla Edet                  | Torshälla                  | Stål                                               | S/S Rex (Q19869124)                             | Se fler bilder av detta fartyg · Ladda upp en till bild av detta fartyg |
| Robert                    | SLU 36        | Bogserbåt                         | 1866   | Bergsunds Varv Stockholm                                 | Södertälje                 | Stål                                               | Bogserbåten Robert (Q19958367)                  | Se fler bilder av detta fartyg · Ladda upp en till bild av detta fartyg |
| Rolf                      | SJOM          | Bogserbåt                         | 1904   | Thorskogs Mekaniska Verkstad Lilla Edet                  | Säffle                     | Stål                                               | Bogserbåten Rolf (Q19966770)                    | Ladda upp en bild av detta fartyg                                       |
| Runn                      | SFB-7732      | Passagerarångfartyg               | 1908   | C. J. Wennbergs mekaniska verkstad Karlstad              | Smedjebacken               | Stålskrov, salongsöverbyggnad i trä                | Ångfartyget Runn (Q31887436)                    | Se fler bilder av detta fartyg · Ladda upp en till bild av detta fartyg |
| Rödlöga                   | SFTX          | Passagerfartyg                    | 1951   | Gustavsson & Anderssons varv Lidingö                     | Österskär, Åkersberga      | Lättmetall                                         | M/S Rödlöga (Q108638162)                        | Se fler bilder av detta fartyg · Ladda upp en till bild av detta fartyg |
| S:t Erik af Göteborg      | SGFI          | Passagerarfartyg                  | 1881   | Lindholmens varv Göteborg                                | Göteborg                   | Stål                                               | M/S Sankt Erik af Göteborg (Q21856410)          | Se fler bilder av detta fartyg · Ladda upp en till bild av detta fartyg |
| Sandö                     | LL158         | Fiskefartyg                       | 1948   | Rönnängs varv Rönnäng                                    | Grundsund                  | Trä                                                | Sandö (Q20469743)                               | Ladda upp en bild av detta fartyg                                       |
| Sankt Erik                | SHRA          | Isbrytare                         | 1915   | Finnboda varv Stockholm                                  | Stockholm                  | Stål och järn                                      | S/S Sankt Erik (Q3496868)                       | Se fler bilder av detta fartyg · Ladda upp en till bild av detta fartyg |
| Sarpen                    | SILJ          | Segelfartyg, galeas               | 1892   | Nykøbing Falster Danmark                                 | Simrishamn                 | Ek och furu på kravell                             | Sarpen (fartyg) (Q20532549)                     | Se fler bilder av detta fartyg · Ladda upp en till bild av detta fartyg |
| Sigvard                   | 254           | Motorvarpbåt                      | 1955   | Lidwall & Söner Leksand                                  | Leksand                    | Stål                                               | Sigvard (Q19978543)                             | Se fler bilder av detta fartyg · Ladda upp en till bild av detta fartyg |
| Siljan                    | SGLX          | Varpbåt                           | 1868   | W. Lindbergs Varvs- och Verkstads AB Stockholm           | Insjön                     | Stål                                               | S/S Siljan (Q19930024)                          | Se fler bilder av detta fartyg · Ladda upp en till bild av detta fartyg |
| Singapore                 | SEXO          | Fiskefartyg                       | 1961   | Farsunds Träskibsbyggeri Farsund, Norge                  | Stockholm                  | Ek                                                 | Singapore (fiskefartyg) (Q20470370)             | Se fler bilder av detta fartyg · Ladda upp en till bild av detta fartyg |
| Sjöfröken                 | SDLW          | Passagerarfartyg                  | 1875   | Motala verkstad Motala                                   | Stockholm                  | Stål                                               | S/S Sjöfröken (Q10669422)                       | Ladda upp en bild av detta fartyg                                       |
| Soten                     | SGYE          | Passagerarfartyg                  | 1915   | Wennbergs Mekaniska Verkstad Karlstad                    | Smögen                     | Stål                                               | M/S Victoria af Norrköping (Q28872767)          | Ladda upp en till bild av detta fartyg                                  |
| Spica (T121)              | SHBF          | Torpedbåt                         | 1966   | Götaverken Göteborg                                      | Gålö                       | Skrov och däck av stål, överbyggnader av aluminium | HMS Spica (Q4442824)                            | Se fler bilder av detta fartyg · Ladda upp en till bild av detta fartyg |
| Sprängaren                | SIMV          | Bogserbåt                         | 1918   | Motala Verkstad Motala                                   | Gålö                       | Stål                                               | HMS Sprängaren (Q10515141)                      | Se fler bilder av detta fartyg · Ladda upp en till bild av detta fartyg |
| Stegeholm                 | SFB-5899      | Sightseeingbåt                    | 1950   | Rosättra Båtvarv Norrtälje                               | Stockholm                  | Mahogny                                            | M/S Stegeholm (Q19939059)                       | Ladda upp en till bild av detta fartyg                                  |
| Stockholm av Göteborg     | SMYP          | Tjänstefartyg                     | 1953   | Helsingborgs varv Helsingborg                            | Göteborg                   | Stål                                               | Stockholm (Q20298707)                           | Ladda upp en bild av detta fartyg                                       |
| Stormprincess             | SHAO          | Bogserbåt                         | 1908   | Wilhelmsbergs Mekaniska Verkstad Göteborg                | Göteborg                   | Stål                                               | M/S Stormprincess (Q19962725)                   | Se fler bilder av detta fartyg · Ladda upp en till bild av detta fartyg |
| Storskär                  | SGPD          | Passagerarångfartyg               | 1908   | Lindholmens Mekaniska Verkstad Göteborg                  | Stockholm                  | Stål                                               | S/S Storskär (Q10659340)                        | Se fler bilder av detta fartyg · Ladda upp en till bild av detta fartyg |
| Strand                    | SJID          | Ångbogserare                      | 1890   | Bolinders Stockholm                                      | Motala                     | Stål                                               | Strand (Q107363921)                             | Ladda upp en bild av detta fartyg                                       |
| Sunbeam                   | SDCA          | Segelfartyg, ketch                | 1905   | Lowestoft Storbritannien                                 | Stockholm                  | Ek och furu                                        | Sunbeam (Q20488693)                             | Ladda upp en till bild av detta fartyg                                  |
| Sunnan                    | SIAG          | Passagerarfartyg                  | 1968   | Marimatic Östhammar                                      | Stockholm                  | Lättmetall                                         | M/S Sunnan (Q20205108)                          | Se fler bilder av detta fartyg · Ladda upp en till bild av detta fartyg |
| Svanen West               | SFNZ          | Fiskefartyg                       | 1950   | Holms varv Råå                                           | Marstrand                  | Ek och bok                                         | Svanen West (Q20468932)                         | Ladda upp en bild av detta fartyg                                       |
| Svanevik                  | SFXO          | Segelfartyg, galjot               | 1914   | Jac Smit Sappemeer Nederländerna                         | Stockholm                  | Stål på klink                                      | Svanevik (Q20488081)                            | Se fler bilder av detta fartyg · Ladda upp en till bild av detta fartyg |
| Svanö                     | SFC 5663      | Passagerarslup, bogserbåt         | 1885   | Atlas Varvet Gävle                                       | Lännersta, Nacka           | Järn                                               | Svanö (Q113659947)                              | Ladda upp en bild av detta fartyg                                       |
| Sven                      | SJPD          | Bogserbåt                         | 1897   | Götaverken Göteborg                                      | Göteborg                   | Stål                                               | Bogserbåten Sven (Q19968992)                    | Ladda upp en bild av detta fartyg                                       |
| T26                       | SLPC          | Motortorpedbåt                    | 1942   | Kockums Malmö                                            | Gålö                       | Stål och aluminium                                 | T26 (Q10689319)                                 | Ladda upp en till bild av detta fartyg                                  |
| T38                       | SLXD          | Motortorpedbåt                    | 1951   | Kockums Malmö                                            | Karlskrona                 | Stål och aluminiumplåt                             | (Q10689321)                                     | Se fler bilder av detta fartyg · Ladda upp en till bild av detta fartyg |
| T46                       | SMAX          | Motortorpedbåt                    | 1957   | Kockums Malmö                                            | Gålö                       | Stål och aluminium                                 | T46 (Q10689324)                                 | Se fler bilder av detta fartyg · Ladda upp en till bild av detta fartyg |
| T56                       | SLWM          | Motortorpedbåt                    | 1957   | Stockholms örlogsvarv Stockholm                          | Gålö                       | Stål                                               | T56 (Q10689326)                                 | Se fler bilder av detta fartyg · Ladda upp en till bild av detta fartyg |
| Tingvalla                 | SFRH          | Bogserbåt                         | 1920   | C J Wennbergs Mekaniska Verkstad Karlstad                | Karlstad                   | Stål                                               | Bogserbåten Tingvalla (Q19968990)               | Se fler bilder av detta fartyg · Ladda upp en till bild av detta fartyg |
| Trafik                    | SGYK          | Passagerarångfartyg               | 1892   | Bergsunds Mekaniska Verkstad Stockholm                   | Hjo                        | Stål                                               | S/S Trafik (Q10659350)                          | Se fler bilder av detta fartyg · Ladda upp en till bild av detta fartyg |
| Tranan                    | SFYW          | Passagerarfartyg                  | 1935   | Helsingør Jernskibs- og Maskinbyggeri Helsingör          | Stockholm                  | Stål                                               | Tranan (Q10701241)                              | Se fler bilder av detta fartyg · Ladda upp en till bild av detta fartyg |
| Tv 12                     | Saknar signal | Tjänstefartyg, tullkryssare       | 1924   | Lundin och Johanssons varv (Önnereds varv) Göteborg      | Svanesund                  | Mahogny, ek och fur                                | Tv 12 (Q20160327)                               | Ladda upp en bild av detta fartyg                                       |
| Tärnan af Karlstad        | SHIQ          | Passagerarfartyg                  | 1896   | Karlstads Mekaniska Verkstad Karlstad                    | Strömsund                  | Stål                                               | M/S Tärnan af Karlstad (Q19979482)              | Ladda upp en bild av detta fartyg                                       |
| Tärnan av Waxholm         | SDHE          | Passagerarångslup                 | 1901   | Södra Varvet Stockholm                                   | Stockholm                  | Stål                                               | S/S Tärnan av Waxholm (Q10659353)               | Ladda upp en bild av detta fartyg                                       |
| Vega                      | SKQG          | Segelfartyg, tremastad skonare    | 1909   | Vikens varv Viken                                        | Gamleby                    | Ek och furu på kravell                             | Vega (Q28970224)                                | Se fler bilder av detta fartyg · Ladda upp en till bild av detta fartyg |
| Vertrouwen                | SKCI          | Segelfartyg, tjalk                | 1910   | A. Smith, Groningen Nederländerna                        | Stockholm                  | Stål                                               | Vertrouwen (Q20483243)                          | Se fler bilder av detta fartyg · Ladda upp en till bild av detta fartyg |
| Westkust                  | SHGI          | Segelfartyg, tremastad skonare    | 1932   | Sjötorps varv Sjötorp                                    | Edshultshall               | Ek och furu                                        | T/S Westkust (Q10689315)                        | Se fler bilder av detta fartyg · Ladda upp en till bild av detta fartyg |
| Vinö                      | ON 108/VK 108 | Fiske- och transportbåt           | 1950   | bröderna Kellgrens båtbyggeri på Vinö Oskarshamns kommun | Stockholm                  | Ek                                                 | Vinö (Q113660001)                               | Ladda upp en bild av detta fartyg                                       |
| Wilhelm Tham              | SHIG          | Passagerarfartyg                  | 1912   | Motala Verkstad Motala                                   | Göteborg                   | Stål                                               | M/S Wilhelm Tham (Q1162643)                     | Se fler bilder av detta fartyg · Ladda upp en till bild av detta fartyg |
| Västan                    | SFUK          | Passagerarfartyg                  | 1900   | Motala Verkstad Motala                                   | Stockholm                  | Stål                                               | M/S Västan (Q10573203)                          | Se fler bilder av detta fartyg · Ladda upp en till bild av detta fartyg |
| Ymer                      | Saknar signal | Lotsbåt                           | 1934   | Östhammars båtvarv Östhammar                             | Härnösand                  | Ek på stålspant                                    | Ymer (Q20155559)                                | Ladda upp en bild av detta fartyg                                       |
| Ystad (T142)              | SCLV          | Torpedbåt/Robotbåt                | 1976   | Karlskronavarvet Karlskrona                              | Gålö, Stockholm            | Stål                                               | HMS Ystad (Q10515274)                           | Se fler bilder av detta fartyg · Ladda upp en till bild av detta fartyg |
| Årås                      | Saknar signal | Bogserbåt                         | 1917   | Thorskogs varv Lilla Edet                                | Askersund                  | Stål                                               | Årås (Q49104175)                                | Ladda upp en till bild av detta fartyg                                  |
| Örnen                     | SKOT          | Bogserbåt                         | 1903   | Lundby mekaniska verkstad Göteborg                       | Västerås                   | Stål                                               | Bogserbåten Örnen (Q19899738)                   | Se fler bilder av detta fartyg · Ladda upp en till bild av detta fartyg |
| Östa                      | SJFE          | Varpbåt och bogserbåt             | 1898   | Gefle Varv Gävle                                         | Åkersberga                 | Stål                                               | S/S Östa (Q10659359)                            | Se fler bilder av detta fartyg · Ladda upp en till bild av detta fartyg |
| Östanå I                  | SHND          | Motorfartyg                       | 1906   | Bergsunds varv Stockholm                                 | Stockholm                  | Stål                                               | M/S Östanå I (Q10573209)                        | Se fler bilder av detta fartyg · Ladda upp en till bild av detta fartyg |
| Östersund                 | SHNM          | Passagerarångfartyg               | 1874   | Oskarshamns mekaniska verkstad Oskarshamn                | Östersund                  | Stål                                               | S/S Östersund (Q10659361)                       | Se fler bilder av detta fartyg · Ladda upp en till bild av detta fartyg |

## Tidigare kulturmärkta fartyg
Nedanstående fartyg har tidigare varit kulturmärkta. Att de ej längre är det kan bland annat bero på att de förstörts, sålts till utlandet eller omklassificerats.
| Namn                | Signal            | Ursprunglig funktion | Byggår  | Varv                                      | Hemmahamn         | Material     | Wikidata                      | Bild                                                                    |
| ------------------- | ----------------- | -------------------- | ------- | ----------------------------------------- | ----------------- | ------------ | ----------------------------- | ----------------------------------------------------------------------- |
| Af Grebbestad       | SFVW              | Flodspruta           | 1880    | Ljusne mekaniska verkstad                 | Köpenhamn         | Stål         | S:t Erik (Q19978500)          | Se fler bilder av detta fartyg · Ladda upp en till bild av detta fartyg |
| Hawila              | SLFU              | Segelfartyg          | 1935    | Lindstøl varv, Risør Norge                | Holbæk, Danmark   | Ek och furu  | Hawila (Q28970232)            | Ladda upp en till bild av detta fartyg                                  |
| Hoppet af Saltvik   | SKVI              | Segelfartyg          | 1926-27 | Spithamn, Estland                         | Haapsalu, Estland | fur och lärk | Hoppet af Saltvik (Q42308321) | Ladda upp en till bild av detta fartyg                                  |
| Marion              | SFKG/10415/LL 325 | Fiskefartyg          | 1963    | Löfallstrand, Hardangerfjord, Norge       | Kungshamn         | ek           | Marion (Q28970237)            | Ladda upp en till bild av detta fartyg                                  |
| Selma af Djurgården | 13462             | Sjöräddningskryssare | 1959    | Djurgårdsvarvet Stockholm                 |                   | Stål         | N. A. Båth (Q17373505)        | Se fler bilder av detta fartyg · Ladda upp en till bild av detta fartyg |
| Thomée              | SGVM              | Passagerarfartyg     | 1875    | Motala verkstad monterad vid Revsundssjön | Östersund         | Stål         | S/S Thomée (Q10659343)        | Se fler bilder av detta fartyg · Ladda upp en till bild av detta fartyg |
| Tunia               | SERI              | Fraktfartyg          | 1906    | Ekensbergs varv Stockholm                 | Södertälje        | Stål         | M/S Tunia (Q20205118)         | Ladda upp en bild av detta fartyg                                       |
| Virgo               | SFHL              | Fiskefartyg          | 1926    | Bröderna Olssons Båtvarv Skredsvik        | Strömstad         | Ek           | Virgo (Q20159651)             | Ladda upp en bild av detta fartyg                                       |